# L'Habitant de l'infini
Autre
L'Habitant de l'infini (無限の住人, Mugen no jūnin) est un manga de Hiroaki Samura. Il est prépublié dans le magazine Afternoon entre décembre 1993 et décembre 2012 et est compilé en un total de trente tomes. Il est publié en français aux éditions Casterman dans la collection Sakka. Une suite intitulée Bakumatsu Arc écrite par Kenji Takigawa et dessinée par Ryū Suenobu est publiée depuis mai 2019.
Il a été adapté en série télévisée d'animation de treize épisodes produite par le studio Bee Train et diffusée initialement entre juillet et décembre 2008. Une version cinéma intitulée Blade of the Immortal a vu le jour en 2017, réalisé par Takashi Miike, avec l'acteur Takuya Kimura dans le rôle de Manji. Une seconde adaptation en anime de vingt-quatre épisodes produite par le studio Liden Films est diffusée entre octobre 2019 et mars 2020.

## Synopsis
À l'ère Edo, en 1770, Manji, le samouraï immortel, poursuit sa quête : tuer 1 000 scélérats pour racheter ses crimes passés (plus d'une centaine de meurtres). Manji est un samouraï hors pair sans maître et hors-la-loi, et il est affecté d'une sorte de malédiction d'immortalité (plutôt qu'une chance, en fait) par infestation symbiotique de vers qui reconstituent presque instantanément ses tissus ou organes endommagés après chaque blessure ou amputation. Cette caractéristique, en plus de sa maîtrise du sabre et de nombreuses autres armes blanches du Japon traditionnel, le rend presque invincible. 
La jeune Lin (qui lui rappelle sa petite sœur morte tragiquement), soucieuse de venger sa famille, lui demande son aide et ensemble, ils partent en guerre contre la terrible et impitoyable école du Ittô-Ryû, laquelle s'est donné pour objectif d'imposer par la force à tous les autres dojos sa conception de l'art ou « voie » du sabre et les réformes anti-éthiques, utilitaires et pragmatiques qu'elle entend promouvoir. 
Ce virulent objectif avait en effet conduit cette école à massacrer la famille de Lin, dont le père dirigeait un dojo traditionnel avec des valeurs différentes, ainsi que tous les bretteurs du dojo. Ce massacre (additionné du viol et de la torture de la mère de Lin) était aussi une vengeance personnelle du jeune chef du Ittô-Ryû, dont le grand-père aurait été victime d'une grave injustice de la part du chef du dojo de l'époque dans sa rivalité avec le grand-père de Lin.

## Analyse de l’œuvre

### Le style d'Hiroaki Samura
L'Habitant de l'infini s'illustre d'abord par son style graphique, très différent de la plupart des autres mangas. Samura fait ses dessins exclusivement à l'encre de Chine et n'utilise pas de techniques à l'ordinateur. En résulte un dessin très particulier, très sombre, qui donne un style « brouillon ». Malgré des études à l'école des Beaux-Arts de Tama, l'auteur « avoue s'être davantage impliqué dans le cercle manga [...] que dans l'apprentissage de la peinture à l'huile, dont il exécrait l'odeur des composants ». Les dessins sont généralement très complets, avec une architecture et un souci du détail très présents. 
Un des grands effets de style de L'Habitant de l'infini concerne les styles de langages. En effet, Samura s'est efforcé de mélanger une dizaine de styles linguistiques différents allant de l'ancien japonais aux dialectes typiques des punks japonais et un argot contemporain. Certains personnages ont également des designs plutôt contemporain comme les cheveux en pétard de punk que possèdent certains tueurs du Ittô-ryû,.

## Manga
La série L'Habitant de l'infini, écrit et illustré par Hiroaki Samura, est publié dans le magazine Kodansha Monthly Afternoon à partir du 25 juin 1993 jusqu'au 25 décembre 2012. La série est finalement, composée de 219 chapitres. L'éditeur Kodansha publie les chapitres sous format tankōbon depuis le premier volume sorti le 19 septembre 1994 et termine sa publication avec le volume no 30 sorti le 22 février 2013.
La version française a commencé à être publiée par Casterman avec une première édition dont le premier volume est sorti en septembre 1994 jusqu'au neuvième tome, sorti en mai 2004. Après cela, la maison d'édition réédite la série dans sa nouvelle collection Sakka en commençant avec les deux premiers tomes le 6 décembre 2004 et simultanément, en continuant la publication du reste de la série. Cette dernière s'est terminée avec un total de 30 volumes le 12 mars 2014. Aux États-Unis, la version anglophone a été publiée par Dark Horse Comics entre mars 1997 et avril 2015 en 31 volumes. La série est également publiée plusieurs pays autour du monde, notamment par Glénat en Espagne, Comic Art en Italie, Conrad Editora au Brésil et Egmont Manga & Anime en Allemagne. 
Une suite intitulée Bakumatsu Arc (無限の住人～幕末ノ章～, Mugen no Jūnin ~ Nakumatsu no Fumi ~) , écrite par Kenji Takigawa et illustrée par Ryū Suenobu, avec la collaboration de Samura, a commencé à être publié dans le Monthly Afternoon à partir du 25 avril 2019. Kodansha a publié le premier volume en format tankōbon à partir du 23 septembre 2019. La version française est publiée par Casterman à partir de septembre 2023.

### Découpage des volumes
- Premier Arc, La vengeance de Lin :
  - Tomes 1 à 4
- Deuxième Arc, Le Mugaï-Ryu : 
  - Tomes 5 à 8
- Troisième Arc, Le Shingyoto-Ryu : 
  - Tomes 9 à 13
- Quatrième Arc, Le cycle de l'immortalité : 
  - Tomes 14 à 20
- Cinquième Arc, Le soulèvement de l'hiver : 
  - Tomes 21 à 30

## Anime
Le 23 mars 2008, il a été annoncé qu'une adaptation en série télévisée animée du manga serait réalisée par Kōichi Mashimo et produite par Bee Train à l'été 2008. La série a été diffusée du 13 juillet 2008 au 28 décembre 2008 sur AT-X. Le thème d'ouverture est Akai Usagi (赤いウサギ) de Makura no Sōshi, et le thème de clôture est "Wants" de GRAPEVINE. 
Une nouvelle adaptation de l'anime a été annoncée dans le numéro du Monthly Afternoon du 25 mai 2019. Il a été annoncé plus tard que l'adaptation animée serait une adaptation complète de l'œuvre. La série est produite par Liden Films et réalisée par Hiroshi Hamasaki, avec Makoto Fukami s'occupant de la composition de la série, Shingo Ogiso dans la conception des personnages et Eiko Ishibashi pour la composant la musique. Elle a été diffusée du 10 octobre 2019 au 25 mars 2020 sur la plateforme Amazon Prime Video,. Kiyoharu a interprété la chanson du thème d'ouverture intitulée Survive of Vision. 

### Série de 2008
| No | Titre français    | Titre japonais | Titre japonais | Date de 1re diffusion |
| No | Titre français    | Kanji          | Rōmaji         | Date de 1re diffusion |
| -- | ----------------- | -------------- | -------------- | --------------------- |
| 1  | Criminel          | 罪人           | Tsumibito      | 14 juillet 2008       |
| 2  | Conquête          | 征服           | Seifuku        | 28 juillet 2008       |
| 3  | Poème d'Amour     | 恋詠           | Koiuta         | 11 août 2008          |
| 4  | Génie             | 天才           | Tensai         | 25 août 2008          |
| 5  | Fanatique         | 執人           | Shūjin         | 8 septembre 2008      |
| 6  | Le Cri des Vers   | 蟲の唄         | Mushi no Uta   | 22 septembre 2008     |
| 7  | Trois Chemins     | 三途           | Sanzu          | 6 octobre 2008        |
| 8  | Douce Mélodie     | 爪弾           | Tsumabiki      | 20 octobre 2008       |
| 9  | Scène de Rêve     | 夢弾           | Yumebiki       | 3 novembre 2008       |
| 10 | Visage Changeant  | 變面           | Kawarimen      | 17 novembre 2008      |
| 11 | Plumages          | 羽根           | Hane           | 1er décembre 2008     |
| 12 | La Nemesis de Lin | 斜凜           | Sharin         | 15 décembre 2008      |
| 13 | Vent              | 風             | Kaze           | 29 décembre 2008      |

### Série de 2019-2020
| No | Titre français                         | Titre japonais              | Titre japonais | Date de 1re diffusion |
| No | Titre français                         | Kanji                       | Rōmaji         | Date de 1re diffusion |
| -- | -------------------------------------- | --------------------------- | -------------- | --------------------- |
| 1  | Acte I : Rencontre                     | 一幕 遭逢 ─そうほう─        |                | 10 octobre 2019       |
| 2  | Acte II : Financement                  | 二幕 開闢 ─かいびゃく─      |                | 10 octobre 2019       |
| 3  | Acte III : Rêve                        | 三幕 夢弾 ─ゆめびき─        |                | 17 octobre 2019       |
| 4  | Acte IV : Lin en difficulté            | 四幕 斜凜 ─しゃりん─        |                | 24 octobre 2019       |
| 5  | Acte V : Le chant des insectes         | 五幕 蟲の唄 ─むしのうた─    |                | 31 octobre 2019       |
| 6  | Acte VI : Des ailes et des racines     | 六幕 羽根 ─はね─            |                | 7 novembre 2019       |
| 7  | Acte VII : Une ombre maléfique         | 七幕 凶影 ─きょうえい─      |                | 14 novembre 2019      |
| 8  | Acte VIII : Mugaï-Ryû                  | 八幕 無骸流 ─むがいりゅう─  |                | 21 novembre 2019      |
| 9  | Acte IX : Rassemblement                | 九幕 群 ─むら─              |                | 28 novembre 2019      |
| 10 | Acte X : Animal                        | 十幕 獣 ─けもの─            |                | 5 décembre 2019       |
| 11 | Acte XI : Gelée d'automne              | 十一幕 秋霜 ─しゅうそう─    |                | 12 décembre 2019      |
| 12 | Acte XII : Le sang de la finalité      | 十二幕 終血 ─しゅうけつ─    |                | 19 décembre 2019      |
| 13 | Acte XIII : Crépuscule                 | 十三幕 誰そ彼 ─たそかれ─    |                | 26 décembre 2019      |
| 14 | Acte XIV : Amendement                  | 十四幕 改起 ─かいき─        |                | 2 janvier 2020        |
| 15 | Acte XV : Acquisition de cran          | 十五幕 臓承 ─ぞうしょう─    |                | 16 janvier 2020       |
| 16 | Acte XVI : Membre modifié              | 十六幕 肢転 ─してん─        |                | 23 janvier 2020       |
| 17 | Acte XVII : Lien cérémonial            | 十七幕 儀結 ─ぎけつ─        |                | 30 janvier 2020       |
| 18 | Acte XVIII : Les cris d'une banshee    | 十八幕 鬼哭 ─きこく─        |                | 6 février 2020        |
| 19 | Acte XIX : Massacre                    | 鏖 ─みなごろし─             |                | 13 février 2020       |
| 20 | Acte XX : Sans fin                     | 霏々 ─ひひ─                 |                | 27 février 2020       |
| 21 | Acte XXI : Piège                       | 陥穽 ─かんせい─             |                | 4 mars 2020           |
| 22 | Acte XXII : Encore dix                 | 十掉尾 ─じゅっとうび─       |                | 11 mars 2020          |
| 23 | Acte XXIII : 100 danses spectaculaires | 焉舞百景 ─えんぶひゃっけい─ |                | 18 mars 2020          |
| 24 | Acte XXIV : L'habitant de l'infini     | 無限の住人                  |                | 25 mars 2020          |

## Prix et récompenses
- 2000 : Prix Eisner de la meilleure édition américaine d'une œuvre internationale